# Видугирис, Альгимантас Стасевич
Альги́мантас Станиславас (Стасевич) Виду́гирис (лит. Algimantas Vidugiris; 21 июня 1936, Каунас, Литовская Республика — 25 июня 2010, Бишкек, Кыргызстан) — советский и киргизский кинодраматург, кинорежиссёр и кинооператор, публицист, учёный, академик. По национальности литовец. Народный артист Киргизской ССР (1982).

## Биография
Родился в Каунасе в семье землемера Стасиса Видугириса (лит. Stasys Vidugiris) и Геновайте Видугирене (лит. Genovaitė Vidugirienė). Вырос в небольшом литовском городке Укмерге. Бабушка - Анна.

В 1962 году окончил операторский факультет ВГИК (мастерская Л. В. Косматова).
"...После окончания операторского факультета будто сорвался в свободный полет – прошел Каракумы от Керки до Устюрта, поднимался на пики Алтая и Тянь-Шаня, бродил по развалинам поселений на территории Узбекистана. А потом увидел и полюбил Киргизию. Здесь и женился, обрел семейное счастье. Знавшие его люди говорят, что любил он нашу страну страстно, истово, как мало какой рожденный среди гор гражданин Кыргызстана любит свою Родину. Носил ак калпак даже, чем вызывал очень теплые улыбки..."

"Видукыргыз. К юбилею Альгимантаса Видугириса", 12 Июля 2016 "Новые лица". С.Бегунова 
В 1962 году дебютировал на киностудии «Киргизфильм» документальным фильмом «Обращенные к солнцу», снятом в соавторстве с сокурсником И. Моргачёвым.
В 1968 году выходит короткометражная картина «Замки на песке», принесшая рекордное для киностудии[уточнить] количество призов.
В 1969—1970 годах на личные сбережения снимает фильм-предупреждение «Через сто лет потомки скажут…», в котором ставит проблему экологических последствий «великих строек коммунизма». Лента была запрещена, все материалы — уничтожены.
После распада СССР, приведшего к кризису киргизского кино, Видугирис начинает серьёзно заниматься исследованием этнографии народов Евразии, создав двухтомный научный труд «Химеристика, логико-рационалистическое конструирование и мифическое создание художественных образов».
Его фильмы в течение 30 лет входят в учебную программу ВГИКа, один из экзаменационных вопросов по режиссуре документального кино называется «Особенности творчества А. Видугириса».

Его работы вошли в учебные программы факультета журналистики МГУ имени М. В. Ломоносова, Высших курсах сценаристов и режиссёров, и ряда других киношкол и факультетов журналистики (Польша, Литва).
"Меняя географию, перекраивая горы, человек, видимо, меняется сам. Я видел много неверотяных судеб"

(из беседы с Альгимантасом Видугирисом, опубликованной в журнале "Советский экран")
В разные годы читал лекции студентам по документальному кино в Москве (на Высших курсах сценаристов и режиссёров), Будапеште, Алма-Аты, Вильнюсе, проводил встречи со зрителями в Берлине, Вильнюсе, Дамаске, Каире, Калькутте. Все важнейшие фильмы Видугириса имели премьеры по Литовскому телевидению.
Участник общественно-политического движения Саюдис, возглавившего в 1988—1990 годах процесс выхода (отделения) Литовской ССР из состава СССР и восстановления независимости Литовской Республики.
Много лет Видугирис проводил самостоятельные исследования по этнографии народов Евразии, является автором цикла научных телефильмов «Забытые боги Евразии» на Центральном Телевидении СССР (нынешний первый канал России) в 1988—1992 годах. Автор двухтомного исследования по психологии творчества. Лекции по его исследованию «Конструирование мифопоэтического образа» прочитаны в 2007 году Академии искусств Казахстана, во ВГИКе, МГУ имени М. В. Ломоносова и в Академии музыки в Вильнюсе.
Автор научного труда «Химеристика, логико-рационалистическое конструирование и мифическое создание художественных образов», «Гибель Прометея».
Секретарь Союза кинематографистов Кыргызстана в 1996—2000 годах.
Академик Национальной академии киноискусства, член Президиума.
Член жюри Американской телевизионной Академии по присуждению «Тэффи» (2004); член жюри кинофестиваля «Звёзды Шакена», Алма-Ата (2004); член жюри кинофестиваля «Киношок», Анапа (2009).
Любил джаз. Всю жизнь являлся страстным почитателем разных направлений джаза, всегда имел коллекцию музыки, которую собирал и записывал. В советское время ночами искал радиопередачи, которые глушила советская власть, посрледством КВ радиоприемника. Позже был завсегдатаем магазинов, рынков Москвы, Бишкека, Вильнюса и др.городов, где продавали/меняли виниловые пластинки, аудиокассеты. В конце 90-х, начале 2000-х преподавал в Американском Университете в Центральной Азии (АУЦА) по факультативу "История Джаза".
Преподавал на кинофакультете кыргызско-турецкого университета "Манас", по курсу "Кино".
Был коллекционером. Собрал коллекции оригинальных конвертов, прошедших почту — «Советский космос», «Северный полюс», «Антарктида», «Дариус и Гиренас» со спецгашениями и автографами.

Дочь – Айгуль Сартбаева (1967), сын – Стасис Видугирис (1973).
"Самое яркое, что было в моем детстве, – это поездки с отцом каждое лето на Токтогулку. На всех стройках, на всех заседаниях, при решении всех трудностей, на каждой горе я побывал. Облазил все подвалы и все строящиеся сооружения. Впитывал, учился понимать и проникался этим делом. На моих глазах росли небоскребы в горах. Это невозможно забыть. Между прочим, и в жизни, и в бизнесе мне эта «летняя школа» очень помогла", Стасис Видугирис.

Видукыргыз. К юбилею Альгимантаса Видугириса", 12 Июля 2016 "Новые лица". С.Бегунова

## Интересные факты
- Альгимантас Видугирис никогда не состоял в рядах КПСС, что было необычным и даже вызывающим в советское время для деятелей культуры уровня Видугириса. Отсутствие партийной принадлежности усложняло как творческую деятельность, в том числе и получение финансирования под фильм; было препятствием в получении званий и наград. Часто на кинофестивали вместо автора выезжали сотрудники КГБ и партийные функционеры киностудии.

- В 1979 году по представлению министра энергетики СССР П.С.Непорожнего выдвигался соискание на Государственной Премии СССР.

- Фильмы Альгимантаса Видугириса способствовали привлечению финансирования к строительству Нарынского каскада ГЭС.

## Фильмография
- «Заводские встречи» (документальный фильм, оператор, 1962, Диплом фестиваля республик Средней Азии и Казахстана, г. Ашхабад, 1964 г.)
- «Обращённые к солнцу» (1963, документальный фильм, сценарист-режиссёр-оператор, совместно с И. Моргачевым, диплом за дебют в Ашхабаде-1964)
- «Три ответа горам» (документальный фильм, оператор, 1963, Диплом I Всесоюзного кинофестиваля в г. Ленинграде, 1964 г., Диплом за лучший документальный фильм на I фестивале республик Средней Азии и Казахстана, г. Ашхабад, 1964 г.)
- «В большой семье» (документальный фильм, оператор, 1963)
- «ПСП» («Поисково-съемочная партия»)(документальный фильм, автор сценария, режиссёр, оператор , 1965, диплом за лучшую авторскую работу на V фестивале республик Средней Азии и Казахстана, г. Ашхабад, 1966 г.)
- «Перекрытие» (документальный фильм, автор сценария, режиссёр, оператор 1966 г., диплом кинофестиваля фестиваля Средней Азии и Казахстана, г. Душанбе, 1966 г.)
- «Дороги Киргизии» (документальный фильм, сценарист, режиссёр, 1967, Диплом за лучший за лучший научно-популярный фильм на VI фестивале Средней Азии и Казахстана, г. Душанбе, 1966 г.)
- Замки на песке" автор сценария, режиссёр, оператор (документальный фильм, 1968, Диплом I степени на VII кинофестивале республик Средней Азии и Казахстана, г. Фрунзе 1968 г, рекордное количество призов: кроме призов регионального значения, также — Большой приз «Золотой дракон Вавеля» Краковского МКФ-1969, премия жюри СИДЛАК «Серебряная медаль»-1969, спец. приз жюри «Золотая статуэтка» 3 МКФ в Тегеране-1968, Большой приз МКФ короткометражных фильмов в Тампере (Финляндия)-1970, Диплом МКФ в Сиднее (Австралия) — 1970)
- «Вахта» (1969, режиссёр, диплом и приз «Тулпар» за лучший короткометражный документальный фильм на фестивале Средней Азии и Казахстана в Алма-Ате-1969, приз Первого ВКФ фильмов о рабочем классе в Свердловске-1970)
- «Последний день недели» (художественный короткометражный фильм, режиссёр-постановщик, оператор-постановщик)
- «Это не беда» (художественный короткометражный фильм, режиссёр, 1970, диплом XI МКФ в Кракове-1972)
- «Нарынский дневник» (1971, автор сценария, режиссёр-оператор, Приз и первая премия «За лучший полнометражный документальный фильм» на V ВКФ в Тбилиси-1972, Гран-при на III МКФ в Гренобле-1974, Приз за режиссёрский поиск, Приз за лучшую операторскую работу на ВКФ в г. Горьком 1972 г.)
- «Очкарик» (художественный телефильм, автор сценария, режиссёр-постановщик, 1973, диплом жюри на V ВКФ телефильмов в Ташкенте-1973, Почётная грамота и приз «Алая гвоздика» Центрального Совета Всесоюзной пионерской организации имени Ленина «За лучший детский фильм» в 1975 г.) Государственным Комитетом телевидения и радио СССР, фильм «Очкарик» отмечен, как собравший наибольшее число зрителей и закупленный 43 странами.
- «Токтогульское море — день первый» (документальный фильм, режиссёр-оператор, 1973)
- «Сказ о Человеке, Колесе и Чинаре» (художественный фильм, автор сценария, режиссёр-постановщик, оператор-постановщик, 1975)
- «В год неспокойного солнца» (документальный полнометражный фильм, автор сценария, режиссёр-оператор, 1977, «Серебряный голубь» на XX МКФ в Лейпциге 1977 г. Приз ЦК ВЦСПС "За лучшее отображение темы труда и жизни человека-рабочего на VII ВКФ в г. Риге 1978 г.)
- «Репортаж о легенде» (художественно-документальный полнометражный телефильм, автор сценария, режиссёр-оператор, 1977)
- «Мужчины без женщин» (художественный фильм, режиссёр-постановщик, оператор высокогорных и трюковых съемок, 1981, Гран-при «Серебряный меч Дамаска» на II МКФ в Дамаске, Приз студенческих киноклубов на II МКФ стран Азии, Африки и Латинской Америки, Дамаск 1981 г.)
- «Ритмы Курпсая» (документальный фильм, автор сценария, оператор, 1983)
- «Катастрофу не разрешаю» (художественный фильм, режиссёр-постановщик, 1986)
- «И снова полёт» (хроникально-документальный фильм, автор сценария, режиссёр, Приз за лучшую операторскую работу 1987 г.)
- «Взрыв» (хроникально-документальный фильм, автор сценария, режиссёр, «Фильм года» 1987 г.)
- «Тайна затонувшего города» (хроникально-документальный фильм, автор сценария, режиссёр, Приз СК Киргизской ССР за лучшую режиссуру 1988 г.)
- "Забытые боги. Фильм первый. Земля и небо" (1989). В фильме предпринята попытка проанализировать влияние язычества на христианскую культуру и воссоздать образ духовного мира наших предков.
- "Забытые боги. Фильм второй. Вербное воскресенье" (1990). О традициях и истоках отмечавшегося ещё в дохристианские времена праздника Вербного воскресенья, о духовном мире предков и влиянии язычества на культуру.
- "Забытые боги. Фильм третий. Купала" (1990). О традициях, символике и истоках отмечавшегося ещё в дохристианскую эпоху праздника Ивана Купалы, о влиянии древних обрядов на культуру. Фильм снят в Белоруссии и Латвии.
- «Бугу-эне» (научно-документальный фильм, режиссёр постановщик, 2008 — н. в.)

### Режиссёр
- 1990 - Забытые боги. Фильм третий. Купала
- 1990 - Забытые боги. Фильм второй. Вербное воскресенье
- 1989 - Забытые боги. Фильм первый. Земля и небо
- 1985 - Катастрофу не разрешаю, (художественный фильм)
- 1981 - Мужчины без женщин, (художественный фильм)
- 1977 - В год неспокойного солнца, (полнометражный документальный фильм)
- 1974 - Сказка о Человеке, Колесе и Чинаре (короткометражный)
- 1972 - Очкарик, (художественный фильм)
- 1971 - «Нарынский дневник», (документальный фильм)
- 1969 - Это не беда (короткометражный)
- 1967 - Замки на песке (документальный фильм-притча)
- 1965 - ПСП (документальный)
- 1964 - У каждого своя дорога[4] (документальный, совместно с Динарой Асановой)

### Сценарист
- 1990 - Забытые боги. Фильм третий. Купала
- 1990 - Забытые боги. Фильм второй. Вербное воскресенье
- 1989 - Забытые боги. Фильм первый. Земля и небо
- 1985 - Катастрофу не разрешаю, (художественный фильм)
- 1981 - Мужчины без женщин, (художественный фильм)
- 1974 - Сказка о Человеке, Колесе и Чинаре (короткометражный)
- 1972 - Очкарик, (художественный фильм)
- 1971 - «Нарынский дневник», (документальный фильм)

### Оператор
- 1990 - Забытые боги. Фильм третий. Купала
- 1990 - Забытые боги. Фильм второй. Вербное воскресенье
- 1974 - «Сказка о Человеке, Колесе и Чинаре» (короткометражный)
- 1971 - «Нарынский дневник», (документальный фильм)
- 1968 - «Замки на песке» (документальный фильм-притча)

### Актер
- 1978 - "Три дня в июле." (Художественный фильм, мелодрама). роль Арво

## Награды и звания
- Семь Гран-При на Международных кинофестивалях в Кракове, Гренобле, Тегеране, Тампере, Дамаске, Лейпциге, Москве, главне призы Всесоюзных кинофестивалей в Тбилиси, Риге, Свердловске, Горьком, награды творческих союзов разных стран.
- Почетная грамота Верховного Совета Киргизской ССР (1968).
- Медаль Международной ассоциации кинокритиков за вклад в киноискусство (1968).
- Заслуженный деятель искусств Киргизской ССР (1974).
- Премия за лучший короткометражный фильм на кинофестивале республик Средней Азии и Казахстана, приз ЦК ВЛКСМ за лучший детский фильм, приз Всемирной федерации журналистов.
- Премия Ленинского комсомола (1977) — за документальный фильм «В год неспокойного солнца».
- Народный артист Киргизской ССР (1982).
- медаль «Данк» (2006).
- Почётный строитель № 1 Токтогульской ГЭС.
- Почётный гражданин города Кара-Куль.

## Увековечение памяти
12.08.2017 в 12.00 именем Альгимантас Видугирис названа вершина 4785 м. в горах Ала-Тоо, Каракольское ущелье - LAT:42°11.7281N LONG:78°41.533E. Альпинисты - Kęstutis Baleišis, Sarunas Baleisis, Kristina Vacuilite, Rasa Baleisute, Lazas Volodymyras, Justinas Jonusas, Vitalius Petrauskas

## Работы о творчестве режиссера
Токтогульская ГЭС.—«Киносценарий. Альманах — 1976». М., Госкино СССР, 1976, с. 331—350. Что такое директор? — «Комсомолец Киргизии», 1965, 7 марта.
Годы неспокойной работы.— «Вечерний Фрунзе», 1978, 11 марта.
Не только жажда жизни.— «Советский экран», 1978, № 22, с. 13.
Алыкулов Б. Фильм, награжденный первым призом (на кирг. яз.).— «Советтик Кыргызстан», 1972, 12 марта.
Ибрагимова М. Кинорежиссер, кинооператор А. Видугирис (на кирг. яз.).— «Кыргызстан маданияты», 1977, 20 октября.
Калидев А. Мастер-документалист (на кирг. яз.).— «Советтик Кыргызстан», 1976, 13 марта.
Кушубеков К. Город на дне озера (на кирг. яз.).— «Ленинчил жаш», 1979, 10 апреля.
Кушубеков К. Сказ о Человеке, Колесе и Чинаре (на кирг. яз.).— «Ленинчил жаш», 1975, 2 декабря.
Акматалиев К. Вечно в поиске.— «Советская культура», 1979, 28 августа.
Андреев А., Анарбаев Д., Аксенов В., Рассохина М„ Сабиров М., Чынгышев Т., Шинко Л. Это мы, это — о нас.— «Правда», 1973, 19 октября.
Антонов В. В год неспокойного солнца.— «Спутник кинозрителя», 1978, № 2, с. 20.
Арсенов П. В чем истинная специфика жанра? — «Советская музыка», 1968, № 11, с. 85—86.
Артюхов О. Достоверно, поэтично.— «Правда Востока», 1969, 13 сентября.
Артюхов О. «ПСП».— «Комсомолец Киргизии», 1965, 25 апреля.
Артюхов О. Главное — искренность.— «Комсомолец Киргизии», 1969, 25 ноября.
Артюхов О. А. Видугирис и его фильмы.— «Литературный Киргизстан», 1976, № 2, с. 74—80.
Артюхов О. Летопись братства.— Пресс-информация, № 20, 1977, М., «Союзинформкино», с. 30— 31.
Ашимов К. Рождение киргизского кино. Ф., «Илим», 1968, с. 48—50.
Ашимов К Экран Киргизии рассказывает. М., Бюро пропаганды советского киноискусства, 1976, с. 11, 16.
Белоконь Л. Языком кино о современнике.— «Вечерний Фрунзе», 1975, 29 августа.
Боров А. А. Видугирис, кинорежиссер.— «Советская Киргизия», 1972, 18 июня.
Бородкина А. Где ночуют жаворонки.— «Литературный Киргизстан», 1978, № 4, с. 94—98.
Бодунавичене Я. Из хроники века (на лит. яз.).— «Вакаринес ноуенос», 1976, № 305, декабрь.
Вайсфельд И. Наше многонациональное кино и мировой экран. М., «Знание», 1975, с. 102— 106.
Варшавский Я. Живая вода искусства.— «Литературная газета», 1972, 21 мая.
Варшавский Я. Фильм. Каким ему быть? — «Известия», 1973, 22 февраля.
Галина О. «Сказка» Видугириса,—- «Вечерний Фрунзе», 1975, 2 декабря.
Гетман О. Сперва была легенда (на укр. яз.).— «Новини кино», 1975, № 11, с. 8.
Гуревич Л. Парень из Литвы.— «Комсомолец Киргизии», 1964, 30 декабря.
Гуревич Л. ...До 16 лет разрешается.— «Советский экран», 1974, № 13, с. 7.
Дербышева Л. Здравствуй, хороший человек! — «Советское кино», 1964, 2 июня.
Джакыпбеков А. Назад к «Нарынскому дневнику?»— «Литературный Киргизстан», 1974, № 1, с. 96.
Евгеньев М. Фильм о гидростроителях.— «Ленинский путь», 1965, 29 декабря.
Закржевская Л. Зеркала на дорогах.— «Советский экран», 1968, № 17, с. 14.
«Замки на песке».— «Искусство кино», 1968, № 10, с. 63—65.
Зыбина Н. Лауреат золотого дракона.— «Огонек», 1968, № 5, с. 19.
Калещук Ю. Вызов солнцу.— «Советский экран», 1977, № 19, с. 4—5.
Киноискусство Киргизской ССР (на лит. яз.).— «Интои жеме», 1972, 17 февраля.
Котенко С. Дело — в начало,—«Молодая гвардия», 1971, № 11, с. 290—292.
Кригер Е. Что есть добро.— «Искусство кино», 1972, № 7, с. 50—56.
Лындина Э. О своей земле.— «Советский экран», 1970, № 18, с. 4.
Лындина Э. Костя Борисов делает выбор.—Московский комсомолец», 1970, 2 декабря.
Мякинников В. Внимание — идут съемки! — «Ленинский путь», 1964, 16 декабря.
Непорожний П., Евгеньев Т. Годы неспокойной стройки.— «Гидротехник», 1979, 20 июля.
Позднякова Л. Новый фильм А. Видугириса.— «Вечерний Фрунзе», 1974, 12 августа.
Прожико Г. Дарить добро другим.— «Искусство кино», 1979, № 8, с. 93—98.
Рошаль Л. Искусство задавать вопросы.— «Искусство кино», 1965, № 9, с. 28—29.
Рошаль Л. Мгновение и время.— «Юность», 1968, № 9, с. 87—93.
Рошаль Л. Мир и игра. М., «Искусство», 1973, с. 83—85.
Савицкий Г. Как жить Очкарику? — «Правда Востока», 1973, 20 сентября.

## Зарубежная кинокритика
Самая молодая киностудия страны (на лит. яз.).— «Кауно теса», 1974, 1 марта.
Сарыбаев Э. В год неспокойного солнца.— «Комсомолец Киргизии», 1977, 1 мая.
Сказ о чинаре.— «Экран», 1974, № 10, с. 3.
Тапинас Л. Этот единственный ключ (на лит. яз.).— «Швитурис», 1972, 14 июня.
Тэсс Т. События души.— «Искусство кино», 1970, № 9, с. 8—10.
Фестивали... фестивали (на лит. яз.).— «Экрано ноуенос», 1968, № 30.
Фирсова Д. Одержимость.— «Советская Киргизия», 1979, 14 сентября.
Фомина Н. Это мы, это — о нас.— «Строительная газета», 1979, 12 августа.
Хелимская Р. Продолжение темы.— «Советская Киргизия», 1972, 29 октября.
Хелимская Р. Встречи у гор, смотрящих на солнце.— «Советская культура», 1973, 25 декабря.
Хелимская Р. Рождение эпоса.—«Советская Киргизия», 1979, 20 сентября.
Широков В. Крупным планом современник.— «Комсомольская правда», 1972, 12 марта.
Яковлев В. Впервые в Картахене.— «Советский экран», 1969, № 12, с. 13.
Зобе Г. Наш XX век на киноэкране (на нем. яз.).— «Берлинер Цайтунг», 1968, № 167, 19 июня.
Искерко А. Поэт экрана (на польск. яз.).— «Екран», 1979, № 15.
Книш X. Молодой и любимый фестиваль (на нем. яз.).— «Нойес Дойчланд», 1977, 21 декабря.
Плажевский Е. Поэзия и радость жизни.— «Советская культура», 1968, 13 июля.
Плажевский Е. Самые большие киновпечатления (на польск. яз.).— «Горизонты», 1968, сентябрь.
Собески В. Успех советских документалистов в Лейпциге (на польск. яз.).— «Страна Советов», 1977.

Фильм о тех, кто изменяет мир (на нем. яз.).— «Национал Цайтунг», 1977, 29 ноября.
1. ↑  Кактус – новости Кыргызстана и Бишкека. kaktus.media. Дата обращения: 12 ноября 2024. Архивировано 12 ноября 2024 года.
2. ↑  В музее ИЗО прошла выставка уникальных документов режиссера Видугириса. Вечерний Бишкек (15 октября 2013). Дата обращения: 12 ноября 2024. Архивировано 12 ноября 2024 года.